# Dagmar Hobzová
Dagmar Hobzová, née à Brno (Moravie) en 1942, a enseigné le tchèque comme maître de conférences à l'Institut national des langues et civilisations orientales (INALCO).
Elle a fait ses études de slavistique à l'Université Charles de Prague (diplôme en 1966, doctorat en 1991) et à l'Université Paris-VIII.
Elle a présidé l'amicale tchèque et slovaque de l'Association des anciens élèves et amis de l'INALCO et siégé au Conseil national des universités (CNU) dans la section Langues et littératures slaves.

## Publications
- Le tchèque tout de suite !, Pocket n° 10223, 2003  (ISBN 2-266-13764-6)
- (avec Philippe Dubois, Marie-Élizabeth Ducreux, et al.), Prague, encyclopédies du voyage, Gallimard Loisirs , 2010  (ISBN 978-2-7424-2748-2), dernière édition 2018  (ISBN 978-2-7424-5122-7)
- (avec Anna Vasseur-Stachova) La République tchèque et la Slovaquie, photographies d'Otakar Pajer, collection Regards sur l'Europe, France Loisirs, 1995  (ISBN 978-2-7242-9154-4)
- Voyager en République tchèque, coll. Langues pour tous, Presses Pocket n° 3683, 1993
- (avec Antoine Marès), Parlons tchèque, L'Harmattan, 2016  (ISBN 978-2-3430-6926-5)